# Fassbinder (Film)
Fassbinder ist ein Kino-Dokumentarfilm von Annekatrin Hendel nach einer Idee von Juliane Lorenz aus dem Jahr 2015. Entstanden aus Anlass des 70. Geburtstages des Regisseurs zeigt er, chronologisch angelegt, Leben und Wirken des Filmemachers Rainer Werner Fassbinder.
Er trägt das Motto, das ein Zitat von Fassbinder selbst ist: „Ich bin meine Filme.“
In den deutschen Kinos startete der Film am 30. April 2015, unter anderem an der Berliner Volksbühne.

## Stil
Stilmerkmal dieser Dokumentation ist eine Collage aus Filmdokumenten der von der Regisseurin zusammengetragenen Ausschnitte aus Fassbinderfilmen, Interviews, eingeblendeten Fotos und anderem Material, sowie Zeitzeugenberichte des zum sogenannten Fassbinder-Clan gehörenden Schauspielers Harry Baer, und der Schauspielerinnen Hanna Schygulla, Margit Carstensen und Irm Hermann. Des Weiteren zeigt der Film Ausschnitte mit nicht zum „Clan“ gehörenden Mitarbeitern, wie Schauspieler und Regisseur Hark Bohm, dem Filmproduzenten Günter Rohrbach, dem Drehbuchautor Fritz Müller-Scherz und dem Regisseur Volker Schlöndorff. Ebenso kommt Fassbinders Filmeditorin und Lebensgefährtin Juliane Lorenz aus seinem letzten Lebensabschnitt zu Wort.
Annekatrin Hendel schuf dazu ein Szenenbild, in dem in einem extrem hellen, gut ausgeleuchteten Raum als kakophonisches Erlebnis alle Fassbinderproduktionen auf Bildschirmen in einem abgeschlossenen Raum gleichzeitig laufen. In diesem Szenenbild findet ein Teil der Gespräche der oben genannten Weggefährten des Regisseurs statt. Dieses Szenenbild geht wiederum zurück auf die Gegebenheiten in Fassbinders Privatwohnung, in der er es sich zur Angewohnheit machte mehrere Fernseher und somit mehrere Filme gleichzeitig laufen zu lassen. 
Zwei Besonderheiten weist Hendels Film im Vergleich zu Dokumentationen älteren Datums auf: Zum einen gelangen private Dinge von Fassbinder ans Licht, wie die komplizierte Beziehung zwischen Günther Kaufmann und dem Regisseur, die im Film Die bitteren Tränen der Petra von Kant verarbeitet wurde. Zum anderen wird über ein bisher nicht veröffentlichtes Theaterstück aus Fassbinders Jugend unter dem Titel Tischtennis berichtet. Ebenso sind Gedichte und eine Fassbinders Mutter gewidmete Buchpublikation Inhalt des Films, das posthum unter dem Titel Im Land des Apfelbaums veröffentlicht wurde.
Hendels Dokumentation ist nach Filmtiteln, also chronologisch geordnet und strukturiert worden, d. h., sie beginnt mit Liebe ist kälter als der Tod, Fassbinders erstem Spielfilm und endet mit Querelle, Fassbinders letztem fertiggestellten Langfilm.
Thematisch endet die Dokumentation mit Fassbinders Tod im Jahr 1982.

## Kritik
Die Filmzeitschrift epd film stellt die rhetorische Frage, ob Fassbinders Filme, die alle auf DVD erschienen sind, heute noch gesehen werden. Der vorliegende Film „biete in gewisser Weise eine Autobiografie Fassbinders“. Die Statements der zu Wort kommenden Gesprächspartner seien „unterschiedlich lang und unterschiedlich ergiebig […] da hätte man Substanzielleres erwarten können, etwa was die Geldvergabe durch den WDR anbelangte oder die späteren Auseinandersetzungen bei der Fernsehserie Acht Stunden sind kein Tag.“ Der Film sei „gewissermaßen die ›offizielle‹ Würdigung, die vier bzw. sechs Wochen nach dem Kinostart bereits im Fernsehen ausgestrahlt wird. Allerdings wäre es schade, wenn dieser Film Christian Braad Thomsens auf der Berlinale erstaufgeführten Fassbinder – Lieben ohne zu fordern aus der breiten Wahrnehmung verdrängen würde.“
Frank Arnold von Spiegel Online Kultur ist der Meinung, dass das Datum 70. Geburtstag ein „berechtigter Anlass“ sei, Fassbinder zu feiern. Die „wichtigere Frage“ sei jedoch, „was bleibt von seinem Werk, 33 Jahre nach seinem frühen Tod mit nur 37 Jahren.“ Kritisch angemerkt wird, dass der Film sich manchmal damit begnüge, „Anekdoten abzurufen, die die Gesprächspartner schon an anderer Stelle erzählt haben.“ „Besonders ärgerlich“ sei das im Falle des damaligen WDR-Fernsehspielchefs Günter Rohrbach, […] von dem man doch lieber gehört hätte, wie er heute „über die vorzeitige Absetzung der Fernsehserie Acht Stunden sind kein Tag (bei der die letzten beiden Folgen nicht mehr gedreht werden durften) oder über den Rückzieher, den der WDR machte bei der geplanten Verfilmung von Gustav Freytags ‚Soll und Haben‘ (begründet mit dem Antisemitismus der Vorlage)“ denke. Auch Arnold kommt (wie in anderen Kritiken auch) auf Juliane Lorenz, die „Präsidentin der Rainer Werner Fassbinder Foundation sowie Verwalterin seines Erbes und in beiden Funktionen durchaus umstritten,“ zu sprechen, die Fassbinder initiiert habe, wodurch der Film etwas harmoniesüchtig wirke. „Das zweite große Manko des Films [sei] seine Gleichsetzung von Film und Leben.“ Arnold kommt zu dem Schluss: „So ist dieser etwas atemlos geratene chronologische Schnelldurchlauf durch Fassbinders Leben, trotz einer Reihe von neuen Details, insgesamt eine Enttäuschung, zumal wenn man den sehr viel persönlicheren Dokumentarfilm des dänischen Fassbinder-Kenners und -Freundes Christian Braad Thomsen gesehen hat, der vor drei Monaten bei der Berlinale Premiere hatte.“
Cristina Nord von der taz kommt zu dem Urteil: „Gröber geht’s nimmer: Annekatrin Hendel versucht sich an einem Porträt Rainer Werner Fassbinders. Werk und Leben setzt sie umstandslos in eins.“ Man erfahre viel über „Fassbinders Liebesverhältnisse und deren Scheitern, über Steuerschulden, Aufputsch- und Beruhigungsmittel, [aber] so gut wie nichts über Ästhetik, Programm, Ideen, politische Positionierungen und die intensive Auseinandersetzung mit der deutschen Geschichte“.
Dietmar Holzapfel von der Abendzeitung konzedierte, dass der Film es schaffe, „den Werdegang Fassbinders in wichtigen Stationen dazustellen. Da RWF sein Leben aber in mindestens doppelter Geschwindigkeit lebte, dabei ungeheuer produktiv war, [sei] es fast unmöglich, diesem komplexen Leben in nur 90 Minuten auch nur annähernd gerecht zu werden“. […] „‚Fassbinder‘ leb[e] von den starken Zitaten der Zeitzeugen.“ […] „Höhepunkte des Films über Fassbinder [seien] seine eigenen Zitate.“ Holzapfel bemängelt die „subjektive Darstellung“, beruhend auf „den Problemen der Fassbinder Foundation und deren Rechteinhaberin Juliane Lorenz.“ Beispielsweise werde der „Oskar-prämierte Kameramann Michael Ballhaus, der zu Fassbinders Ruhm dazugehört, totgeschwiegen, um nur einen Namen zu erwähnen“.
In der Zeit Online befasst sich Katja Nicodemus ausführlich mit dem Phänomen Rainer Werner Fassbinder. Zu Hendels Film schreibt sie: „Konsequent lässt sie [Hendel] darin Fassbinders Leben durch seine Filme erzählen, spiegeln, kommentieren, als Zirkulation von Macht und Begehren, Manipulation und Liebesbedürfnis. Hendel interviewt Fassbinders Mitarbeiter, Weggefährten, Kollegen.“